# Шпитары
Шпита́ры (пол. Szpitary) — село в Польше в сельской гмине Нове-Бжеско Прошовицкого повета Малопольского воеводства.
Село располагается в 2 км от административного центра гмины города Нове-Бжеско, 8 км от административного центра повета города Прошовице и в 33 км от административного центра воеводства города Краков.
В 1975—1998 годах село входило в состав Краковского воеводства.